# السقطة (ألبير كامو)
السَّقْطَة (بالفرنسية: La Chute) هي رواية فلسفية كتبها ألبير كامو، ونشرت لأول مرة في عام 1956، وتعتبر اخر عمل متكامل للكاتب. تدور احداثها في أمستردام.. وتتكون الرواية من سلسلة من المونولوجات الدرامية على لسان «قاض تائب» يدعى جان بابتيست كلامانس، حيث يكشف سيرة حياته إلى شخص غريب (المتلقي). وباسلوب يرتقي إلى مستوى الاعتراف، يتحدث كلامانس عن نجاحه باعتباره محامي دفاع باريسي ثري، يحظى باحترام كبير من قبل زملائه. و«السقوط» النهائي للبطل من بركات النعيم التي كان يعيشها، يراد منه سقوط الإنسان من جنة عدن. كما وتتناول الرواية مواضيع البراءة والسجن والعدم والحقيقة.
في مديح موجه إلى ألبير كامو، وصف الفيلسوف الوجودي جان بول سارتر الرواية بأنها «قد تكون الأجمل والأقل فهما» من بين روايات كامو.

## مكان الحدث
نرى ان بطل الرواية (كلامانس) كثيرا ما يتحدث عن حبه للاماكن المرتفعة والمفتوحة - كل شيء من القمم السامية إلى الممرات العليا في السفن. ويفسر ذلك بانه: «لم يسبق لي أن شعرت بالراحة، إلا وسط الاماكن السامقة، حتى في تفاصيل الحياة اليومية، كنت في حاجة إلى الشعور بالسمو» (السقطة، 22). ومن المفارقة أن كلامانس يقود صديقه العزيز بعيدا عن التماثلات الإنسانية للمدينة الخلابة وجلوسه في فسحة ساحلية. فمكان أمستردام، كمدينة، يقع تحت مستوى سطح البحر، وبالتالي يفترض أهمية خاصة بالنسبة للراوي. علاوة على ذلك، توصف أمستردام عموما في الرواية كمكان بارد ورطب حيث طبقة سميكة من الضباب تخيم باستمرار على الشوارع المزدحمة والمضاءة بمصابيح النيون. وعند قراءة الصفحات الأولى، نجد ان كلامانس يتحدث بصورة عفوية ومتقطعة:
«هل لاحظت أن قنوات امستردام المركزية تشبه ساحات الجحيم؟ جحيم الطبقة المتوسطة، طبعا، التي تعيش فيها الأحلام السيئة. وحين يأتي أحد من الخارج، وبينما يسير تدريجيا عبر هذه الساحات، تصبح الحياة - وبالتالي جرائمها - أشد كثافة وظلام. ونحن الآن في الساحة الاخيرة. (السقطة، 15)».

## أمستردام
تظهر قنوات أمستردام، عند النظر إليها من الجو، على شكل سلسلة من الساحات المركزية خارجة من وسط المدينة، الامر الذي قاد الكاتب لربطها بساحات الجحيم.
«الساحة الأخيرة من الجحيم» هي موقع المنطقة الحمراء في أمستردام وموقع حانة اسمها مكسيكو سيتي، يتردد كلامانس عليها كل ليلة، حيث يتكشف الجزء الأكبر من روايته تدريجيا. فحانة (مكسيكو سيتي، في أمستردام)، بالتالي توضح المكان، حرفيا ومجازيا، بسقوط كلامانس من اعلى قمم مجتمع باريس الارستقراطي إلى عالم امستردام المظلم والكئيب والمليء بالرذيلة.. العالم الذي يشبه عالم دانتي، حيث تهيم النفوس المعذبة بلا هدف...
في الواقع، لقد بحث النقاد أوجه الشبه بين سقوط كلامانس وجحيم دانتي (انظر جالبين، كنغ).
من المهم القول أن القصة تتناول خلفية الحرب العالمية الثانية والمحرقة. وهنا يخبرنا كلامانس انه يعيش على بعد مسافة قصيرة من حانة مكسيكو سيتي، في ما كان يعرف - سابقا -.بالحي اليهودي، «أنا أعيش على ارض إحدى أكبر الجرائم في التاريخ»(كامو 13.. علما ان المترجم زكي انيس حسن اهمل ترجمة هذه الجملة!!). والجدير بالذكر ان تسمية الحانة يشير أيضا إلى تدمير حضارة الأزتك التي شيدت على انقاض عاصمتها المدمرة مدينة مكسيكو سيتي الحديثة.
وايضا تعتبر الرواية بمثابة محاولة لشرح كيف يمكن للبشرية ان تكون قادرة على إنتاج كل هذه الشرور...

## ملخص

### الحياة في باريس
تبدأ الرواية مع كلامانس وهو يجلس في حانة مكسيكو سيتي، ويتحدث بشكل عفوي إلى شخص غريب – القارئ.. وعلى الرغم من الطابع العالمي لمدينة أمستردام، يرفض النادل الرد على أي شيء إذا لم يكن باللغة الهولندية. وهكذا، عمل كلامانس كمترجم.. هو والقارئ، اكتشفا بأنهما من نفس البلد، وكلاهما من باريس.. وباشرا بالحديث عن امور موضوعية.
يخبرنا كلامانس أنه كان يعيش حياة مثالية في باريس كمحامي دفاع ناجح للغاية ويحظى باحترام كبير. والغالبية العظمى من عمله تتمحور حول قضايا «ألارامل والايتام»، أي الفقراء والمحرومين ممن كانوا عاجزين عن تقديم دفوعات مناسبة لانفسهم أمام القانون. ويروي أيضا حكايات عن كيف انه كان يشعر بالمتعة دائما عند تقديم نصائح ودية إلى الغرباء في الشارع، وكيف انه ترك مقعده للآخرين في الحافلة، وإعطاء الصدقات للفقراء، وقبل كل شيء، كيف يساعد المكفوفين على عبور الشارع. باختصار، تصور كلامانس نفسه بأنه كان يعيش بشكل خالص من اجل خدمة الآخرين و «ان هذا يعني انجاز أكثر من مجرد المطامح العادية التي يرنو اليها الاشخاص العاديون، ويعني السمو إلى القمة العليا حيث الفضيلة هي الجزاء الوحيد» (السقطة، 22).
في وقت متأخر من إحدى الليالي وهو يعبر جسر بونت رويال (الملكي) في طريقه إلى منزله بعد لقاء "عشيقته"، اقترب كلامانس من أمرأة ترتدي ملابس سوداء كانت منحنية على حافة الجسر. وحين أمعن النظر في رؤية هذه المرأة الغريبة في مثل هذه الساعة والشوارع فارغة، مضى في طريقه بعد تردد دام لحظات. ولم يكن قد سار بضع خطوات حتى سمع صوت هادر صادر عن جسد يصطدم بالماء. وقف كلامانس لمعرفة ما حدث بالضبط، لكن لم يفعل شيئا - في الواقع، انه حتى لم يلتفت لمعرفة ما يجري. كان صوت الصراخ، "قد تكرر عدة مرات، لشخص يغرق، ثم توقف فجأة. وحين سكن الليل فجأة، لاح الصمت الذي تبع ذلك وكأنه صمتا ابديا. واردت الركض لكن لم اتحرك بمقدار بوصة. وكنت ارتعد، أعتقد كان ذلك بسبب البرد والصدمة. وقلت لنفسي علي ان اسرع، وشعرت بضعف لا يقاوم يسيطر علي. لقد نسيت ماذا كان تفكيري آنذاك. "فات الاوان، أبعد من المستطاع... أو انه كان شيئا من هذا القبيل. وكنت ما ازال اصغي بينما كنت واقفا بلا حراك. ثم مضيت في طريقي، ببطء، تحت المطر، ولم اخبر أحدا بذلك. (السقطة، 59) "
ورغم وجهة نظر كلامانس عن نفسه كمحامي بانه انسان ناكر لذاته امام الضعفاء والمحرومين، تجاهل الحادث ومضى في طريقه. ويوضح لاحقا أن اخفاقه بالقيام بأي محاولة كان على الأرجح لأن ذلك كان يتطلب منه أن يضع سلامته الشخصية في خطر.
بعد عدة سنوات من انتحار المرأة قبالة جسر بونت رويال – والجهود المثمرة الواضحة لمسح الحدث بأكمله من ذاكرته – كان كلامانس في طريقه إلى منزله مساء يوم خريفي بعد قضاء عمل مرضي، توقف على جسر الفنون الخالي من أي بشر، وتأمل:
«وكنت سعيدا، وكان النهار طيبا: رجل أعمى، العبارة المقتضبة التي كنت اترقبها، والمصافحة الودية من زبوني، وبعض الهبات التي منحتها، وبعد الظهر، بعض الحديث المرتجل بصحبة عدد من الاصدقاء عن قسوة طبقتنا الحاكمة ونفاق قادتنا... واحسست بشعور متزايد من القوة ينبثق في داخلي - لست أعرف كيف أعبر عن ذلك – الكمال، الذي ابهج قلبي. واعتدلت، وبينما كنت احاول ان اشعل سيكارة، سيكارة القناعة، انبثقت في تلك اللحظة ضحكة خلفي. (السقطة، 33)».
استدار كلامانس لمعرفة مصدر الضحكة، طبعا، لم تكن موجهة إليه، لكن ربما صدرت من محادثة بعيدة بين عدد من الأصدقاء - مثل ذلك هو المسار العقلاني من أفكاره. لكنه يخبرنا: «كنت أستطيع سماعها خلفي بوضوح، قادمة من مكان ما من النهر.» (السقطة، 34).. الضحكة بالتالي تنذر بالخطر كونها تذكره فورا بفشله الواضح في أن يفعل شيئا حيال المرأة التي غرقت قبل سنوات. والصدفة المشؤومة لكلامانس ذكرته بذلك في اللحظة التي كان يهنأ بها نفسه بانه شخص يتحلى بنكران الذات. وعلاوة على ذلك، وصف الضحكة بأنها «كانت طيبة نابعة من القلب، ضحكة ودية تقريبا» (السقطة، 34)، في حين، وبمجرد لحظات بعد ذلك، وصف نفسه بأنه يمتلك قلب طيب، مما يعني أن الضحكة صدرت من داخل نفسه، مضيفا بعدا آخر إلى المعنى الباطني للمشهد. ذلك المساء على جسرالفنون يمثل، لكلامانس، اصطدام شخصيته الحقيقية مع صورته الذاتية المتضخمة، حيث ادرك اخيرا نفاقه الذي بات واضحا بشكل مؤلم.
يشكل الحادث الثالث والأخير دوامة لكلامانس. فذات يوم اثناء انتظار إشارة التوقف، وجد كلامانس نفسه محاصرا خلف دراجة نارية توقفت أمامه وقد انطفأ محركها.. وبعد تغير الإشارة الضوئية إلى اللون الأخضر، بدأت ابواق السيارات الأخرى التي كانت تقف خلفه تصخب، فطلب كلامانس من صاحب الدراجة مرارا وبأدب إذا كان بامكانه ابعاد دراجته عن الطريق كي يتسنى للآخرين قيادة سيارتهم والمرور حوله، ومع ذلك، مع كل تكرار للطلب، يستشيط سائق الدراجة غضبا ويهدد كلامانس بالعنف الجسدي.
وبغضب، خرج كلامانس من سيارته لمواجهة هذا الشخص.. في ذلك الاثناء قفز شخص آخر واندفع نحوي وقال لي «أنني اسفل السافلين وأنه لن يدعني اضرب رجلا تعترضه دراجة عاطلة بين ركبتيه، وبالتالي كنت في وضع غير مؤات»(السقطة، 45). والتفت كلامانس للرد على محاوره، لكنه تلقى ضربة عنيفة على اذنه من صاحب الدراجة وهو ينطلق مسرعا. وبدون الانتقام من محاوره، احس كلامانس بالإهانة، وعاد إلى سيارته وانطلق بعيدا. وفي وقت لاحق، تخيل «مئات المرات» بما كان يتعين عليه القيام به – مثلا ضرب محاوره، ثم مطاردة صاحب الدراجة ورميه خارج الطريق. كان شعور الاستياء ينخر بعيدا في وجهه، ويوضح كلامانس:
«بعد أن تلقيت الضربة علنا بدون ان ارد عليها، لم يعد في وسعي ان احتفظ في ذهني بتلك الصورة الجميلة عن نفسي. ولو كنت صديق الحقيقة وصاحب الذكاء الذي كنت ادعيه، فأية اهمية كانت ستكون لتلك الحادثة؟ لقد نساها اولئك الذين رأوها فعلا. (السقطة، 47)»
هكذا يصل كلامانس إلى خاتمة انه عاش حياته كلها بحثا عن الشرف، والتقدير، والتسلط على الآخرين. وبعد ان أدراك ذلك، لم تعد لديه القدرة على العيش بالطريقة التي كان يعيشها من قبل.

## الأزمة
حاول كلامانس في البداية مقاومة الإحساس الذي عاشه نفاقا وأنانية، وتجادل مع نفسه على أعماله اللطيفة السابقة، لكنه سرعان ما اكتشف أن تلك كانت حجة لا يمكنه الظفر بها. فكر، على سبيل المثال، أنه كلما ساعد رجل أعمى لعبور الشارع – يشعر بمتعة بذلك – ويمسك قبعته للرجل الكفيف. وطالما ان الأعمى لا يمكن أن يرى هذا العرفان، يسأل كلامانس: «لمن وجهت انا ذلك؟ لقد وجهته للجمهور. وبعد ان اللعب دوري، انحني لهذا الرجل» (السقطة، 41). ونتيجة لذلك، رأى نفسه ازدواجي ومنافق.
الإدراك بأن حياته قد عاشها في نفاق وانكار قد ترك أزمة عاطفية وفكرية بالنسبة لكلامانس، فهو غير قادر على تجنب، بعد ان اكتشف ذلك الآن، صوت الضحكة التي اصابته في البداية على جسر الفنون، حيث بدأت ببطء تتخلل إلى كامل وجوده. في الواقع، بدأ كلامانس يضحك على نفسه لأنه يدافع عن مسائل العدالة والإنصاف في المحكمة. وغير قادر على تجاهل ذلك، فقد حاول كلامانس إسكات تلك الضحكة عن طريق رمي نفاقه بعيدا وتشويه السمعة التي اكتسبها من ذلك.
بالتالي شرع كلامانس إلى «تدمير تلك السمعة التي تحلى بها عبر التملق والنفاق» (السقطة ،70)، فاولا كونه اعتاد على مجاملة الناس بطريقة غير صادقة: فهو يخبر المتسولين أنهم «يربكون الناس،»، ويعلن أسفه لعدم تمكنه من الاحتفاظ بالعبيد وضربهم على هواه، ومن ثم يعلن عن «بيان يفضح الاضطهاد الذي يعاني منه المظلومين.» (السقطة، 76).. في الواقع، ذهب كلامانس أبعد من ذلك:
«بمزاحمة العميان في الطريق. والغبطة الخفية اللامتوقعة التي كان هذا يمنحني اياها، أدركت كم كان كبيرا ذلك الجانب من روحي الذي كان يحتقرهم. وصممت على ان اثقب اطارات سيارات العاجزين، واصرخ» البروليتاريون القذرون«تحت الهياكل الخشبية التي يعمل عليها العمال، واصفع الأطفال في مترو الانفاق. ... وعلى أي حال فان كلمة» العدالة«نفسها كانت تصيبني بنوبات غريبة من الغضب. (السقطة، 75)»
بالنسبة لإحباط كلامانس وفزعه، مع ان جهوده في هذا الصدد غير فعالة، كانت بسبب أن الكثير من الناس من حوله يرفضون أخذه على محمل الجد. ويرون بانه من غير المتصور أن رجلا في مثل سمعته يمكن أن يتحدث بأمور من هذا القبيل دون ان يمزح. وأدرك كلامانس اخيرا أن محاولاته في السخرية الذاتية ستفشل، وان الضحكة ما تزال تدوي في اعماقه، وذلك لأن أفعاله غير صادقة تماما: «ولكي اقضي على الضحك، كنت احلم بالقاء نفسي في الهزء العام. باختصار، كانت المسألة ما تزال تتعلق بالتملص من الحكم. لقد أردت أن اضع اولئك الضاحكين إلى جانبي، أو ان اضع نفسي إلى جانبهم على الأقل»(السقطة، 75).
في نهاية المطاف، يستجيب كلامانس لأزمته العاطفية والفكرية من خلال الانسحاب من العالم وفق تلك الشروط. فقد انهى ممارسة المحاماة، وتجنب زملاؤه السابقون بشكل خاص والناس بشكل عام، ورمى نفسه تماما في الفجور دون هوادة. ولعل الناس مصابة بالنفاق بشكل صارخ في الاماكن التي هرب منها، «فليس هنالك شخص منافق في ملذاته» (السقطة، 56).

### الحياة في أمستردام
جرى آخر مونولوجات كلامانس في شقته في الحي اليهودي، فقد روى المزيد من الأحداث التي شكلت رؤيته الآنية. في هذا الصدد، كانت تجربته خلال الحرب العالمية الثانية حاسمة. فبعد اندلاع الحرب وسقوط فرنسا، فكر كلامانس بالانضمام إلى المقاومة الفرنسية، لكن وجد أن ذلك سيكون في نهاية المطاف امرا غير مجديا. واوضح:
«بدأت اتردد، ورأيت الامر جنونيا... أعتقد بصورة خاصة أن العمليات السرية لم تناسب طبيعتي ولا ميلي للاعالي المكشوفة. ولاح لي أنه قد طلب مني ان اقوم بالنسيج في سرداب، أياما وليالي بكاملها، حتى يأتي بعض المتوحشين ليخرجوني من مخبئي، ويخرجوا نسيجي ثم يضعوني في سرداب آخر ليضربوني حتى الموت. ولقد أعجبت بأولئك اللذين كانوا يمارسون البطولة في الأعماق، ولكنني لم استطع ان افعل مثلهم». (السقطة، 100).
بدلا من ذلك، قرر كلامانس الفرار من باريس إلى لندن، وسلك طريقا غير مباشرة هناك، وعبر إلى شمال أفريقيا؛ والتقى باحدى صديقاته بينما هو في أفريقيا وقرر البقاء والعثور على عمل، واخيرا الإقامة في تونس. ولكن بعد دخول الحلفاء إلى أفريقيا، تم إلقاء القبض على كلامانس من قبل الألمان والقي به في معسكر اعتقال - «السبب الرئيسي [كـ] إجراء حتمته متطلبات الأمن» (السقطة 101)، كما يؤكد هو نفسه.
أثناء الاعتقال، التقى كلامانس برفيق له، قدمه للقارئ فقط باسم المحارب الاسطوري «دي غاسكلين»، حيث قاتل في الحرب الأهلية الإسبانية، وقد القي القبض عليه من قبل «جنرال كاثوليكي»، والآن وجد نفسه في أيدي الألمان في أفريقيا. هذه التجارب دفعت الرجل إلى أن يفقد إيمانه بالكنيسة الكاثوليكية (وربما في الله كذلك). وكشكل من أشكال الاحتجاج، أعلن «دي غاسكلين» الحاجة إلى بابا جديد – البابا الذي «يحتفظ بمجتمع عذاباتنا حيا في نفسه وفي الآخرين» – «أننا يجب ان نختاره من بيننا. من هو الذي يتميز بأشد النقائص بيننا؟» (السقطة، 102) - تطوع كلامانس معتبرا الامر مجرد مزحة، لكنه وجد ان باقي المعتقلين يختارونه هو. ونتيجة لاختياره لقيادة المجموعة بصفته «البابا»، منح كلامانس صلاحيات معينة، مثل كيفية توزيع الطعام والماء والبت بمن سيقوم بالاعمال. «دعنا فقط نقل أنني أغلقت الحلقة»، ويعترف، «في اليوم الذي شربت فيه ماء رفيقي الذي كان يحتضر. لا، لا، لم يكن رفيقي دي غاسكلين؛ كان قد مات فعلا، على ما أعتقد، لأنه قلل حصته أكثر مما يجب»(السقطة، 103).
ثم يروي كلامانس قصة كيف ان لوحة شهيرة من القرن الخامس عشر، لوحة غينت ألتربيس المعروفة باسم (القضاة العادلون) كانت في حوزته. ذات ليلة، دخل احدهم ممن يرتادون حانة مكسيكو سيتي وبيده لوحة لا تقدر بثمن وباعها إلى النادل لقاء زجاجة من الشراب، وبعد فترة من الزمن، عرض النادل تلك اللوحة في مكان بارز على جدار حانته. (الرجل الذي باع اللوحة ومكانها الفارغ على الحائط أشار لهما الكاتب وبغموض في بداية الرواية). ولكن، نصح كلامانس النادل بان هذه اللوحة هي في الواقع مسروقة، وأن الشرطة في العديد من البلدان يبحثون عنها، وعرض عليه ان يحتفظ بها لصالحه. وافق النادل على الفور على هذا الاقتراح. وحاول كلامانس تبرير حيازته على اللوحة المسروقة بطرق عديدة، أولا، «لأن هؤلاء القضاة هم في طريقهم لملاقاة الحمل، لانه لم يعد هنالك حمل ولا براءة، ولأن النذل البارع الذي سرق اللوحة كان أداة في يد العدالة الخفية التي يجب ان لا يقف احدا في طريقها»(السقطة، 106). القصة الكاملة لعبادة الحمل ولوحة «القضاة العادلون»، إلى جانب دورهما في الرواية، قد اشار اليها نوح تشارني في كتابه الصادر في عام 2010، سرقة الحمل الغامض: القصة الحقيقية لأبرز تحفة فنية في العالم.
وأخيرا، وظف كلامانس صورة عبادة الحمل والقضاة العادلون لشرح هويته الذاتية بصفته "قاضي تائب". ويتبنى ذلك في الاساس مبدأ الحرية المتنازل عنها كوسيلة من وسائل تحمل المعاناة التي فرضت علينا بحكم المعيشة في عالم خال من الحقيقة الموضوعية ولا معنى له. وبموت الله، على المرء أيضا أن يقبل بالتبعية لفكرة الذنب العالمي واستحالة البراءة. وتفترض حجة كلامانس، وبصورة مفارقة نوعا ما، عدم تحقق التحرر من المعاناة إلا من خلال الخضوع إلى شيء أسمى وأكبر من الذات نفسها. وكلامانس، من خلال اعترافه، يصدر حكما دائما على نفسه وعلى الآخرين، ويقضي وقته في إقناع المحيطين به بذنبهم غير المشروط. وتنتهي الرواية بمذكرة شريرة: "وأنت نفسك تقول الكلمات التي ظلت سنوات طويلة تتردد في لياليً، والتي سأقولها اخيرا عير فمك؟": "آه.. ايتها الشابة، القي بنفسك إلى الماء ثانية لكي تتوفر لي الفرصة ان انقذ فيها نفسينا معا! ".. فرصة أخرى، إيه، أي اقتراح!.. افترض فقط ايها السيد العزيز، اننا نؤخذ بما نقول حرفيا! كان علينا ان نمضي في ذلك حتى النهاية. برررررررر ...! الماء بارد جدا!، لكن دعنا لا نقلق !، فات الوقت الآن، وسيفوت الوقت دائما. لحسن الحظ ! " (السقطة، 119).

## روابط خارجية
- السقطة على موقع الموسوعة البريطانية (الإنجليزية)